# Pere Portabella
Pere Portabella i Ràfols (Figueres, 11 febbraio 1927) è un regista, produttore cinematografico e sceneggiatore spagnolo.

## Biografia
Nato in Catalogna, ha studiato chimica a Madrid, dove ha conosciuto molti artisti come Joan Ponç, Antoni Tàpies e altri studenti della EOC (Escuela Oficial de Cine) come Julio Diamante e Carlos Saura. Entra a lavorare nel mondo del cinema nel 1958 con Leopoldo Pomés per un documentario del quale assume il ruolo di produttore. Successivamente si dedica alle produzioni politiche e sociali del periodo. Nel 1959 ha fondato la casa di produzione Film 59, che ha prodotto tra l'altro Viridiana di Luis Buñuel. Nel 1965 ha scritto Il momento della verità di Francesco Rosi. Dagli anni '60 si dedica anche al cinema sperimentale.
Nel 2007 realizza Die Stille vor Bach (trad. Il silenzio prima di Bach).

## Filmografia parziale

### Regista
- Nocturno 29 (1968)
- Umbracle (1970)
- Cuadecuc, vampir (1971)
- Pont de Varsòvia (1989)
- Il silenzio prima di Bach (2007)